# Catoria subalbata
Catoria subalbata là một loài bướm đêm trong họ Geometridae.